# Тенториум (компания)
Группа предприятий «Тенториум» — российская компания прямых продаж и сетевого маркетинга, специализирующаяся на пчеловодческой продукции. Входит в российскую Ассоциацию прямых продаж. Компания владеет 11 патентами в областях «Пища или пищевые продукты; их обработка, не отнесенная к другим классам», «Медицина и ветеринария; гигиена», «Животные и растительные масла; жиры, жировые вещества и воски, получаемые из них жирные кислоты; моющие средства; свечи». Для своего производства компания приобретает продукты пчеловодства и фитопродукцию у более 130 поставщиков из разных регионов России, 85 из которых — предприниматели Пермского края. Общий годовой объем производства — почти 740 тонн в год, порядка 20 % от этого объема (70 наименований) экспортируется в 40 стран.

## История компании
Название «Тенториум» появилось от латинского названия внутренних скелетных образований головы пчел. Тенториум есть и у других насекомых, а также у некоторых многоножек.
История компании «Тенториум» началась с пасеки под Пермью.
В 1988 году в сотрудничестве с Научно-исследовательскими лабораториями Пермского медицинского института (ЦНИЛ) был создан кооператив, а в 1990 — предприятие «Апицентр Тенториум», которое представляло собой кабинет апитерапии в поликлинике.
В 1996 году «Апицентр Тенториум» преобразован в ООО «Тенториум».
По данным газеты «Крестьянские ведомости», в октябре 2008 г. в России свою лабораторию по проверке качества мёда и других продуктов пчеловодства имел только пчелокомбинат «Коломенский», а постоянные договора с такими лабораториями были заключены только двумя компаниями — «Тенториум» и «Медовая долина».
В 2002 году компания приобрела комплекс пермской городской Водогрязелечебницы. Водогрязелечебница преобразована в курорт ТЕНТОРИУМ SPA.
В 2009 году компания открывает племенной репродуктор среднерусской пчелы «Парасоль».
В 2012 году в группу предприятий «Тенториум» входит завод Tentorium-Ruland, спроектированный совместно с немецкой компанией «Ruland Engineering & Consulting». Общая площадь нового завода составила 6 000 м², площадь производственных помещений — 3800 м², а сумма инвестиций на строительство — 645 млн рублей. Завод практически полностью автономный, для обеспечения его деятельности покупается только газ. По словам генерального директора Ruland Engineering Гюнтера Руланда, до запуска в Перми оборудование завода было полностью сконструировано и создано в Германии
В 2014 году «Тенториум» на базе племенного репродуктора «Парасоль» открывает лабораторию инструментального оплодотворения маток пчёл среднерусской (тёмной лесной) породы. Предполагается, что 80 % производимых в лаборатории плодных маток пчёл пойдут на реализацию пчеловодческим предприятиям и отдельным пчеловодам.
В 2014 году компания сообщила о начале работы с Ираном, Турцией и Китаем.
В 2015 году в состав группы предприятий «Тенториум» вошли перепелиная ферма и предприятие по производству пресервов. Обе структуры расположены в Оханском районе Пермского края.
В 2013 году компания организовала киностудию RG Bros Studio, в 2016 гг. был выпущен мультсериал «Пчелография» (1 сезон, 21 серия).
В 2016 году группа предприятий «Тенториум» приобрела оборудование обанкротившегося завода «Акваториум», который располагался на арендуемой у холдинга площадке. В 2022 году начата его реконструкция, площади завода переоборудуются под офисные помещения.
В том же году запущена производственная линия по выпуску космецевтики, а также открыт филиал в Чехии.
В 2019 году на территории агрокомплекса компании в селе Казанка начато производство козьего сыра.

## Основная деятельность компании
Группа предприятий «Тенториум» производит продукцию на основе продуктов пчеловодства и реализует её через независимых дистрибьюторов.
Основными видами деятельности компании являются:
- научно-экспериментальные разработки в области пчеловодства;
- производство продуктов пчеловодства;
- лечебно-профилактическая деятельность и распространение продукции;
- развитие пчеловодческой отрасли;

«Тенториум» производит более 200 наименований продукции, среди которых различные виды драже, медов и медовых композиций, кремов и бальзамов на основе продуктов пчеловодства и различных фитокомпонентов.
На основе своей научно-исследовательской базы в 2002 году «Тенториум» открыл и запатентовал новый продукт пчеловодства — пчелиный хитозан или «апизан». Апизан содержится в панцире пчёл, погибающих в зимний период.
В первом полугодии 2021 года объем экспорта составил 21 млн.руб., а география экспорта расширилась до 40 стран благодаря выходу на Amazon и ebay.

## Достижения и награды
Компания награждена 27 медалями Всемирного Конгресса Апимондия, 16 из которых золотые.
Продукты Тенториум неоднократно становились победителями всероссийского конкурса «Сто лучших товаров России».
В 2020 году компания ТЕНТОРИУМ стала победителем конкурса на звание «Пермский бренд» в рамках проекта «Покупай Пермское».
В том же году компания ТЕНТОРИУМ® заняла второе место в номинации «Лучшие агропромышленные компании» на региональном этапе Всероссийской премии Правительства России «Экспортер года».
Компания также является лауреатом различных европейских премий и конкурсов, в частности премии «Европейский стандарт», золотой медали Наполеона Международной ассоциации содействия промышленности и премии «Социальное партнерство» Экспертного Совета Института Европейской интеграции.

## Руководство
Президентом и основателем компании «Тенториум» является Хисматуллин Раиль Габдулхакович, вице-президентом — Хисматуллина Наиля Зиафутдиновна.

## Критика
Руководитель Миссионерского отдела Уфимской епархии РПЦ Максим Степаненко классифицирует организацию сетевого бизнеса ООО «Тенториум» как коммерческий культ.